# Hubert Mounier
Pour les articles homonymes, voir Mounier.

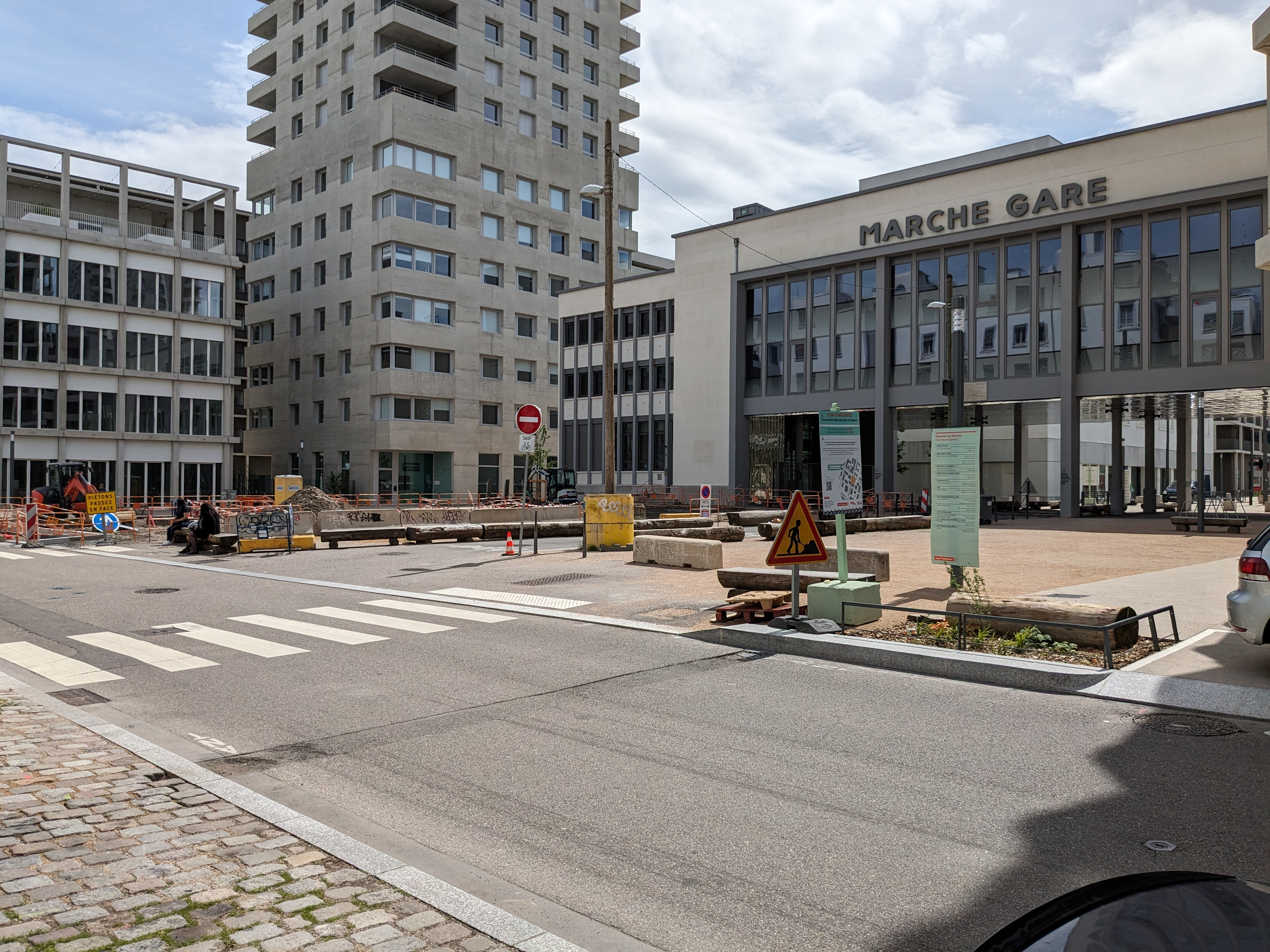
La place Hubert-Mounier à Lyon en 2024.

Hubert Mounier est un musicien, chanteur et auteur de bande dessinée français né le 21 septembre 1962 à Sainte-Foy-lès-Lyon et mort le 2 mai 2016 à Lavilledieu. Il est principalement connu pour être le fondateur du groupe L'Affaire Louis' Trio sous le pseudonyme de Cleet Boris, qu'il utilise aussi pour la plupart de ses bandes dessinées.

## Biographie
Sa carrière de chanteur débute en 1979 lorsqu'il fonde avec son frère Vincent (surnommé Karl Niagara) et François Lebleu (Bronco Junior) le groupe L'Affaire Louis' Trio. Ensemble, ils réalisent plusieurs tubes, comme Chic planète (1987), Tout mais pas ça (1987) ou encore Mobilis in mobile (1993). En 1987, le groupe remporte le prix « révélation variétés masculine » lors des Victoires de la musique pour son premier album Chic planète. Après la séparation du groupe en 1998, le compositeur connaît une phase de renouveau artistique. Ses derniers albums explorent le désamour, le spleen, la solitude, loin de l'univers insouciant du groupe pop des années 1980 et 1990.
Hubert Mounier est également auteur de bande dessinée et publie plusieurs ouvrages sous le pseudonyme de Cleet Boris. Son dernier album, La Maison de pain d'épice, sort en 2006 chez Dupuis. Durant deux ans, il prépare une bande dessinée consacrée à Tarzan.
Il meurt à l'âge de 53 ans à la suite d'une rupture aortique à Lavilledieu, où il est inhumé.

### Hommages
Une place Hubert-Mounier est annoncée en avril 2018 dans le 2e arrondissement de Lyon, à l'intersection des rues Casimir-Perier et Antoine-Delandine. Prévue pour le 19 juillet 2018, jour où Benjamin Biolay interprète l'album Mobilis in Mobile dans le cadre du festival Les Nuits de Fourvière à Lyon, l'inauguration est d'abord reportée à septembre 2022, mais n'a finalement lieu que le 5 mai 2025.
Un collectif d'artistes lyonnais annonce également la sortie en novembre 2019 d'un album hommage intitulé Place Hubert -Mounier. Les bénéfices de cet album caritatif de reprises de chansons d'Hubert Mounier et de L'Affaire Louis' Trio doivent être reversés à des associations dans lesquelles Hubert Mounier était engagé. Le collectif participant à ce projet comprend Les Chics Types, Stan Mathis, Joe Bel, Kent, Carmen Maria Vega, Frédéric Bobin, Buridane, Billie, Denis Rivet, le groupe Khaban (séparé depuis onze ans et reformé pour l'occasion), Nikolas K (moitié du groupe Presqu'ils, dont le père a été le batteur de l’Affaire Louis Trio), Le Voyage de Noz et They Call Me Rico (alias Frédéric Pellerin, musicien québécois installé à Lyon dans le studio duquel est enregistré l'album-hommage). La pochette du disque et ses illustrations doivent être réalisées par des proches d'Hubert Mounier, dont son frère Olivier Mounier. L'album donne lieu à un concert réunissant les musiciens et chanteurs du collectif, qui se tient à guichets fermés le 5 novembre 2019 dans la salle Le Transbordeur à Lyon.

## Œuvres

### Discographie
Avec L'Affaire Louis' Trio
- Chic planète (1987)
- Le Retour de l'âge d'or (1988)
- Sans légende (1990)
- Mobilis in mobile (1993)
- L'Homme aux mille vies (1995)
- L'Affaire Louis' Trio (1997) (parfois nommé Europium 97)

Compilation
- Le Meilleur de l'Affaire (1998)

En solo
- Le Grand Huit (2001, en collaboration avec Benjamin Biolay)
- Voyager léger (2005, en collaboration avec Benjamin Biolay)
- Affaire classée (2008) (album de reprise de titres de L'Affaire Louis' Trio)
- La Maison de pain d'épice (2011, en collaboration avec Benjamin Biolay)
- Simple appareil, vendu avec le roman Le Nombril du monde (2014, coréalisé avec Benjamin Biolay)

### Publications
Bandes dessinées publiées sous le pseudonyme Cleet Boris
- J'ai réussi, éditions Magic Strip, 1985. Réédition augmentée sous le titre J'ai réussi : Le Monde merveilleux du rock, 1989  (ISBN 2-8035-0112-0).
- Le Temple de la paix : Une aventure de L'Affaire Louis' Trio, Magic Strip, coll. « Atomium 58 », 1986.
- Superhéros, avec David Scrima, La Comédie illustrée, coll. « Chacun mon tour », 1998  (ISBN 2-911391-25-X)[8]
- Créature t. 1 : Chimères, Soleil, coll. « Autres mondes », 2003  (ISBN 2-84565-656-4)[9].
- La Maison de pain d'épice : Journal d'un disque, Dupuis, 2011  (ISBN 978-2-8001-4828-1).

Roman illustré
- Le Nombril du monde, Romart / Stéphane Loisy, 2014  (ISBN 9791090485235).